# Glória Pires

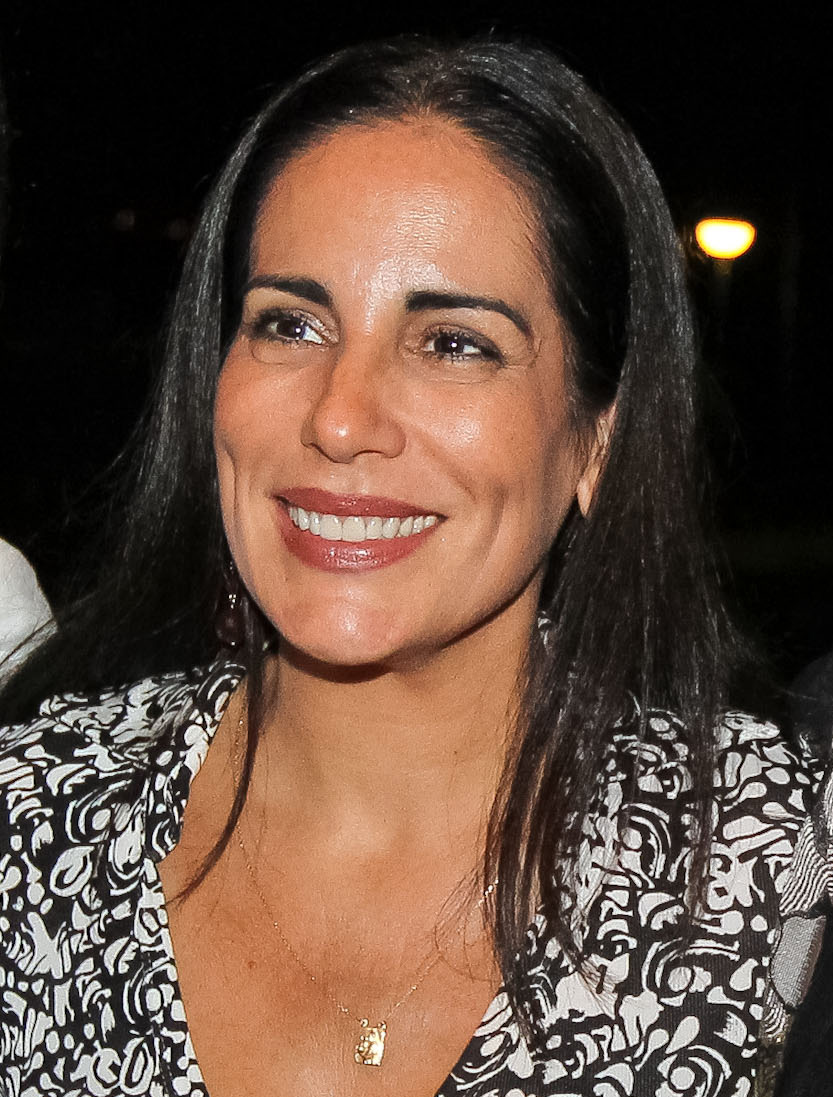
Glória Pires

Glória Maria Cláudia Pires de Morais (anhörenⓘ; * 23. August 1963 in Rio de Janeiro) ist eine brasilianische Schauspielerin und Sängerin.

## Filmografie (Auswahl)
- 1987–1988: Das Recht zu lieben (Direito de Amar)
- 1997: O Guarani
- 1997: Das kleine Buch der Liebe (Pequeno Dicionário Amoroso)
- 2001: A Partilha
- 2006: Se Eu Fosse Você
- 2007: Primo Basílio
- 2009: É Proibido Fumar
- 2009: Se Eu Fosse Você 2
- 2009: Lula, o Filho do Brasil
- 2013: Die Poetin (Flores Raras)
- 2014: Irmã Dulce
- 2015: Pequeno Dicionário Amoroso 2
- 2015: Linda de Morrer
- 2016: Nise: Das Herz des Wahnsinns (Nise: O Coração da Loucura)
- 2021: A Suspeita
- 2023: Desapega!
- 2023: Terra e Paixão
- 2024: Vovó Ninja